# Kwami Kacla Eninful
Kwami Kacla Eninful (Lomé, 20 de novembro de 1984) é um futebolista profissional togolês que atua como meia.

## Carreira
Kwami Kacla Eninful integrou a Seleção Togolesa de Futebol desistente na Campeonato Africano das Nações de 2010.